# Hattiërs

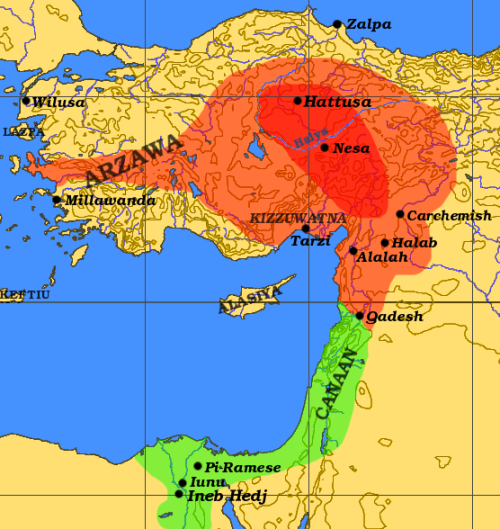
Het uitgebreide Hettitische Rijk (rood) vervangt Hatti en grenst ca. 1290 v.Chr. aan het Egyptische rijk (groen)

De Hattiërs waren een oud volk dat tot aan het 2e millennium v.Chr. het gebied Hatti in Anatolië bewoonde, dezelfde regio waar daarna de Indo-Europese Hettieten binnenvielen. 
Het Hattisch was een niet-Indo-Europese taal met onduidelijke affiliatie, maar men neemt nu aan dat zij verwant was met de taal van de Chalybes of met de Abchazo-Adygese talen.

## Koninkrijk Hatti
Het koninkrijk Hatti, dat later door de Hettieten werd ingenomen, leek ondergeschikt te zijn aan het meer noordelijk gelegen koninkrijk Zalpa. 
De hoofdstad van Hatti was Hattusa of Hattusas. Rond 1900 v.Chr., tijdens het bewind van koning Huzziya, viel dit koninkrijk onder de aanvallen van de Hettitische koning Anitta van Kussara, die ook Hattusa vernietigde. Sommigen betwijfelen of Huzziya inderdaad een Hattische koning was en nemen aan dat Hattusa toen al onder het gezag van een Hettitische dynastie viel, die in de 17e eeuw v.Chr. een eerste Hettitisch koninkrijk had gesticht.

## Religie

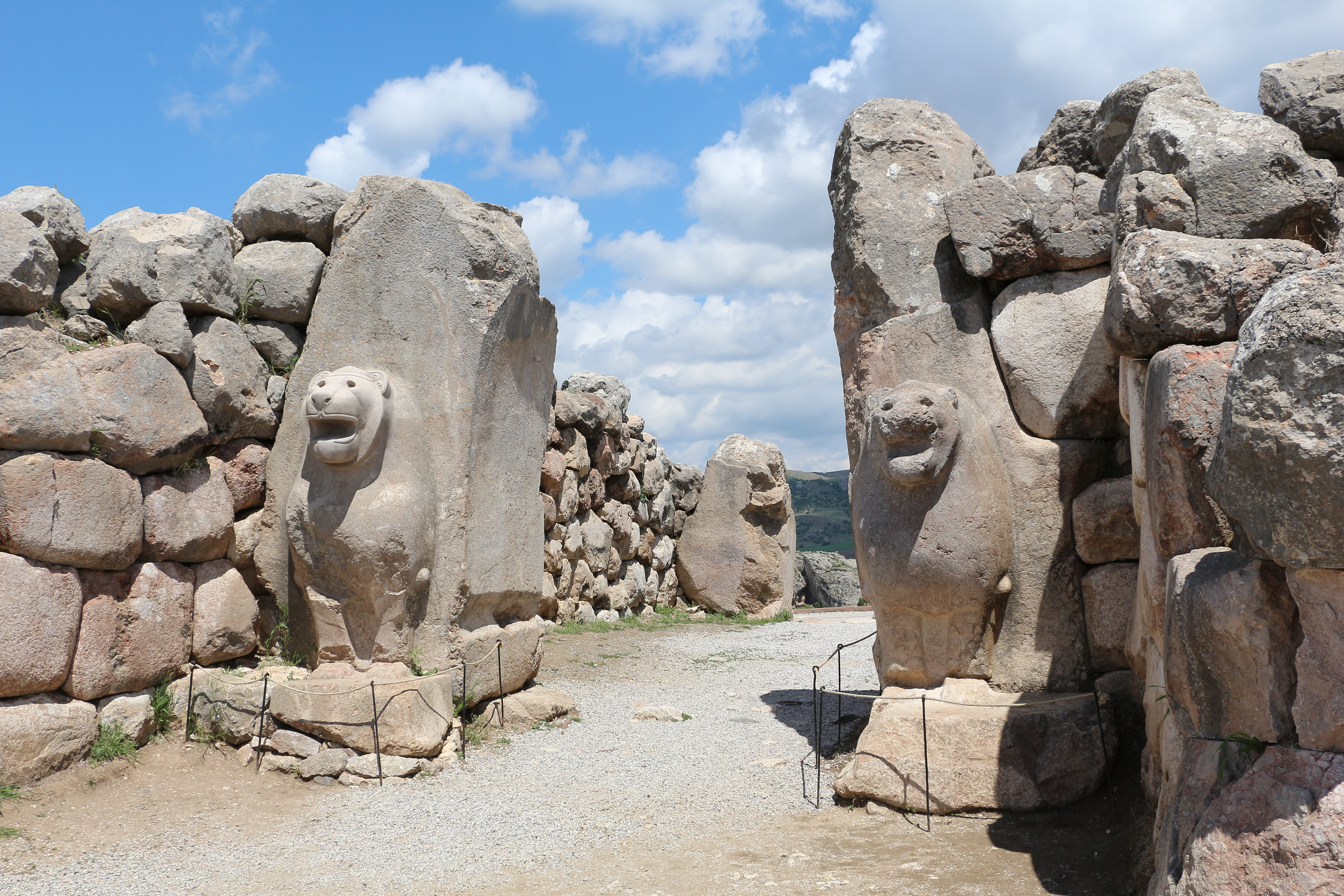
Ruïnes van Hattusa (Leeuwenpoort) bij Boğazköy, Turkije

Er is mogelijk een verwantschap met de neolithische bewoners van Çatalhöyük dat ongeveer 185 km ten zuiden van Hattusa lag. Ook zij hadden een sedentaire cultuur. 
Uit de oorspronkelijke Hattische religie zijn godinnennamen overgeleverd als Hepat en Kubaba en de grote zonnegodin van Arinna, afgeleid van de oudere Wurushemu. In diverse teksten werd de godin eenvoudig als "de Troon" aangeduid, een titel die overeenkomt met vroege verwijzingen naar Isis in het Oude Egypte.
De rituelen van de Hattiërs werden door de Hettieten overgenomen. Die zetten de Hattische verhalen op schrift (spijkerschrift) en vertaalden ze in hun eigen taal om ze te kunnen begrijpen. Er is sprake van een ritueel van de "van de hemel gevallen maan". Maar er zijn te veel lacunes, en het religieuze vocabulaire blijft ontoegankelijk.
De zonnegodin werd godin van de onderwereld, die overeenkwam met de Hattische godin Wurushemu. Haar gemaal, de zonnegod, is Eshtan. De dondergod, die algemeen met het element water en met vruchtbaarheid wordt vereenzelvigd, heet Taru (mogelijk van het Hettitisch Tarhunta). Deze god heeft twee belangrijke tempelheiligdommen in Hatti: een in Nerik en een in Zippalanda. De Hettitische landbouwgod Telebinu, zoon van Wurushemu en Eshtan, is ongetwijfeld van oorsprong Hattisch. De andere belangrijke goden zijn Wurunkatte, de god van de oorlog, Inaras, het "genie van Hattusa", Halmasuit, de "troongodin" en Kunzanisu, de maangodin.
De Hattiërs werden uiteindelijk door de Hettieten geassimileerd.